# Renault

1923-1925
1925-1946
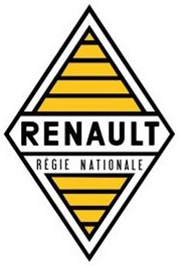
1946-1959
1959-1971
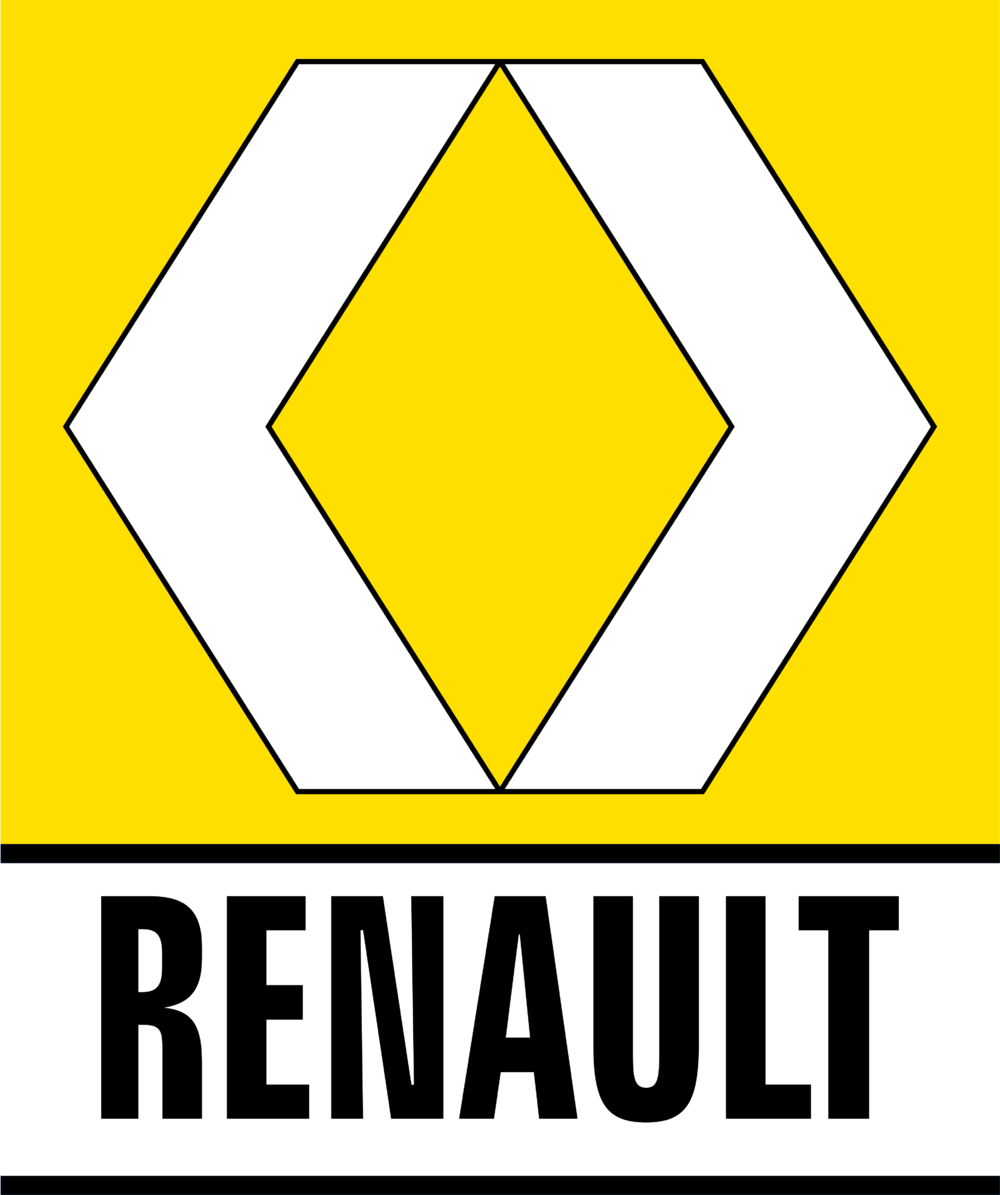
1971-1972 (Logo vietato: è considerato una copia del logo dell'azienda Kent.)
1972-1981
1992-2004
2004-2007
2007-2015
2015-2021
2021-in uso

Renault (IPA /ʁə.ˈno/) è una casa automobilistica francese fondata nel 1898 a Parigi su iniziativa dell'imprenditore Louis Renault.
Impostasi come una delle maggiori produttrici di vetture del Paese, durante l'occupazione nazista nella seconda guerra mondiale fu costretta a produrre veicoli e armamenti per il governo invasore.
Dopo la guerra e la morte del fondatore, che fu anche accusato di collaborazionismo con il nazismo, l'impresa passò sotto il controllo statale con il nome di Régie nationale des usines Renault e per circa mezzo secolo rimase in mano pubblica: in tale periodo si consolidò come uno dei maggiori costruttori d'Europa e diede vita a modelli di grande successo come la Dauphine, venduta in circa 2500000 esemplari, la Renault 4, che ne vendette più di 8 milioni in trent'anni, e altri modelli di fascia medio-alta come la Renault 25 o la Fuego, con vendite nell'ordine delle centinaia di migliaia di esemplari.
Privatizzata nel 1996 e rinominata Renault SA, avviò da allora partnership con altri importanti costruttori come la svedese Volvo e la giapponese Nissan, oltre ad acquisire marchi sui mercati emergenti come la romena Dacia. L'alleanza Renault-Nissan-Mitsubishi di cui è membro costituente era classificato nel 2017 il consorzio automobilistico più grande del mondo.

## Storia
La lunga storia della Renault attraversa tre principali fasi, qui brevemente illustrate.

### Société anonyme des usines Renault
La Renault produce il suo primo modello, la Renault Type A, nel 1898. La Société Renault Frères è creata il 25 febbraio 1899, con effetto retroattivo al 1º ottobre 1898, da Marcel e Fernand Renault; Louis è all'epoca un impiegato. Durante gli anni venti e trenta, la concorrenza con Citroën fu particolarmente intensa.
Durante la Seconda guerra mondiale, le fabbriche di Louis Renault lavorarono per la Germania nazista producendo numerosi automezzi. Per questa ragione Renault, imputato di avere collaborato con il regime filo-nazista durante l'occupazione, fu arrestato nel 1944 durante la liberazione della Francia e morì in prigione, prima del processo e senza aver preparato una propria memoria difensiva. Successivamente l'autopsia evidenziò che il suo collo era stato spezzato, suggerendo che in realtà si fosse trattato di un omicidio.

### Epoca pubblica:Régie nationale des usines Renault(1945 - 1996)

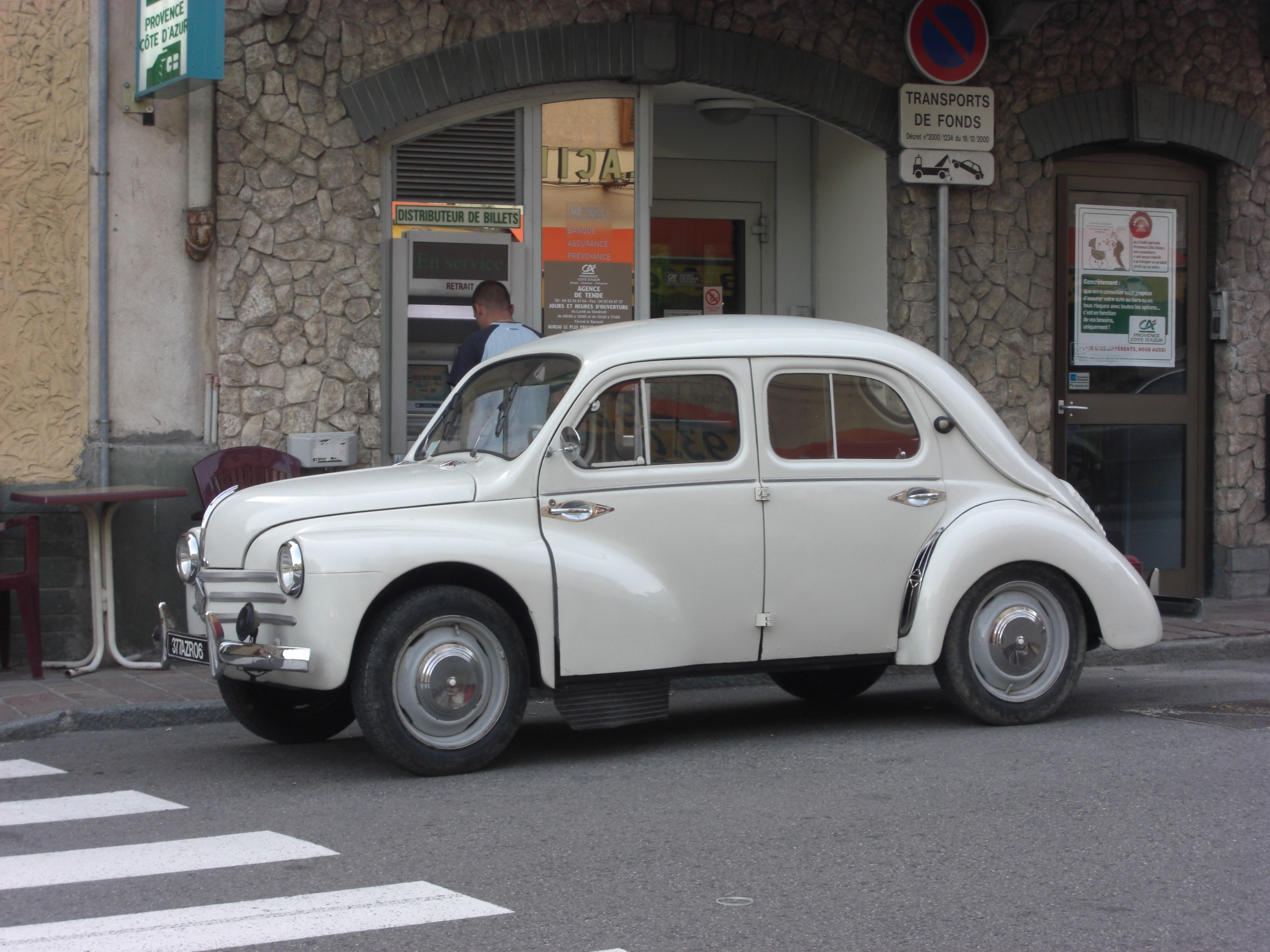
Renault 4CV

Il suo impero industriale fu pertanto confiscato dal governo francese e il 16 gennaio 1945 la Renault divenne quindi un'industria pubblica (conosciuta come Régie nationale des usines Renault) inizialmente con la direzione di Pierre Lefaucheux.
Il primo modello dopo la rinascita sotto la direzione dello stato francese è la Renault 4CV, che fu presentata nel 1946 in tutta fretta.
Tra gli anni sessanta e settanta la casa rivive una nuova giovinezza, che la lancia nell'avventura americana con l'acquisto dell'American Motors. Sempre in quegli anni vengono presentati due dei modelli più venduti e longevi della casa, Renault 4 e Renault 5.
All'inizio degli anni ottanta la concorrenza con Peugeot si fa difficile e la casa perde lo scettro di regina delle vendite nel mercato interno. Il presidente Bernard Hanon viene sostituito da Georges Besse, che rilancia la marca e rivende delle società annesse come American Motors nel 1987. Dopo l'assassinio di Besse, il gruppo segue i suoi piani con Raymond Lévy. Poi arriva Louis Schweitzer nel 1992, sostituito nel 2005 da Carlos Ghosn.
Tra l'inizio degli anni ottanta e il 1994 Renault e Volvo collaborano, prima con uno scambio di meccaniche, poi con la costruzione di alcune unità in comune.

### Privatizzazione e alleanza internazionale: Renault SA (dal 1996)
Nel luglio 1996 l'azienda viene privatizzata assumendo la denominazione di Renault SA: il gruppo Renault (holding) è Renault SA, mentre l'azienda produttrice di automobili è Renault SAS.
Alla fine degli anni novanta la Renault si allea con General Motors nel settore dei veicoli commerciali leggeri. Inizialmente (1997) l'accordo prevede la vendita, in alcuni mercati, del Renault Trafic anche sotto i marchi Opel e Vauxhall, con il nome Arena. Alla fine dello stesso anno viene presentato il nuovo Renault Master, anch'esso sottoposto all'identica operazione di semplice rimarchiatura per essere venduto dall'anno successivo come Opel (e Vauxhall) Movano.

Tali operazioni commerciali preludono allo sviluppo congiunto del nuovo modello del Trafic, che vede la luce alla fine del 2000. Renault è responsabile della progettazione, mentre il veicolo viene prodotto da General Motors nella fabbrica Vauxhall di Luton. Con ridotte modifiche, il furgone dà origine alla Opel Vivaro (Vauxhall per il Regno Unito), che sostituisce l'Arena.

L'anno seguente, in seguito all'assunzione del controllo di Nissan da parte di Renault, con un'iniezione di capitali per far uscire la casa giapponese da una crisi finanziaria, questo accordo coinvolge pure la casa nipponica. I due furgoni oggetto dell'alleanza tra Renault e GM vengono quindi proposti anche sotto il marchio giapponese; Interstar è il gemello di Master e Movano, mentre Trafic e Vivaro vengono affiancati dal Primastar, che Nissan inizia a produrre anche nella sua fabbrica di Barcellona in Spagna, anche per gli altri marchi dell'alleanza.

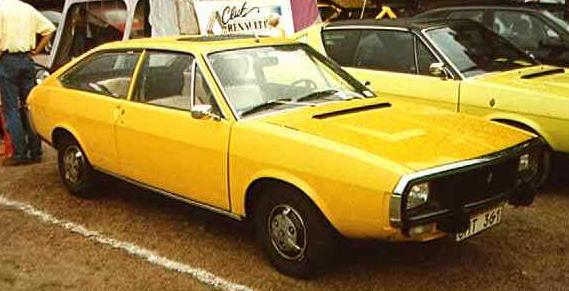
Renault 15

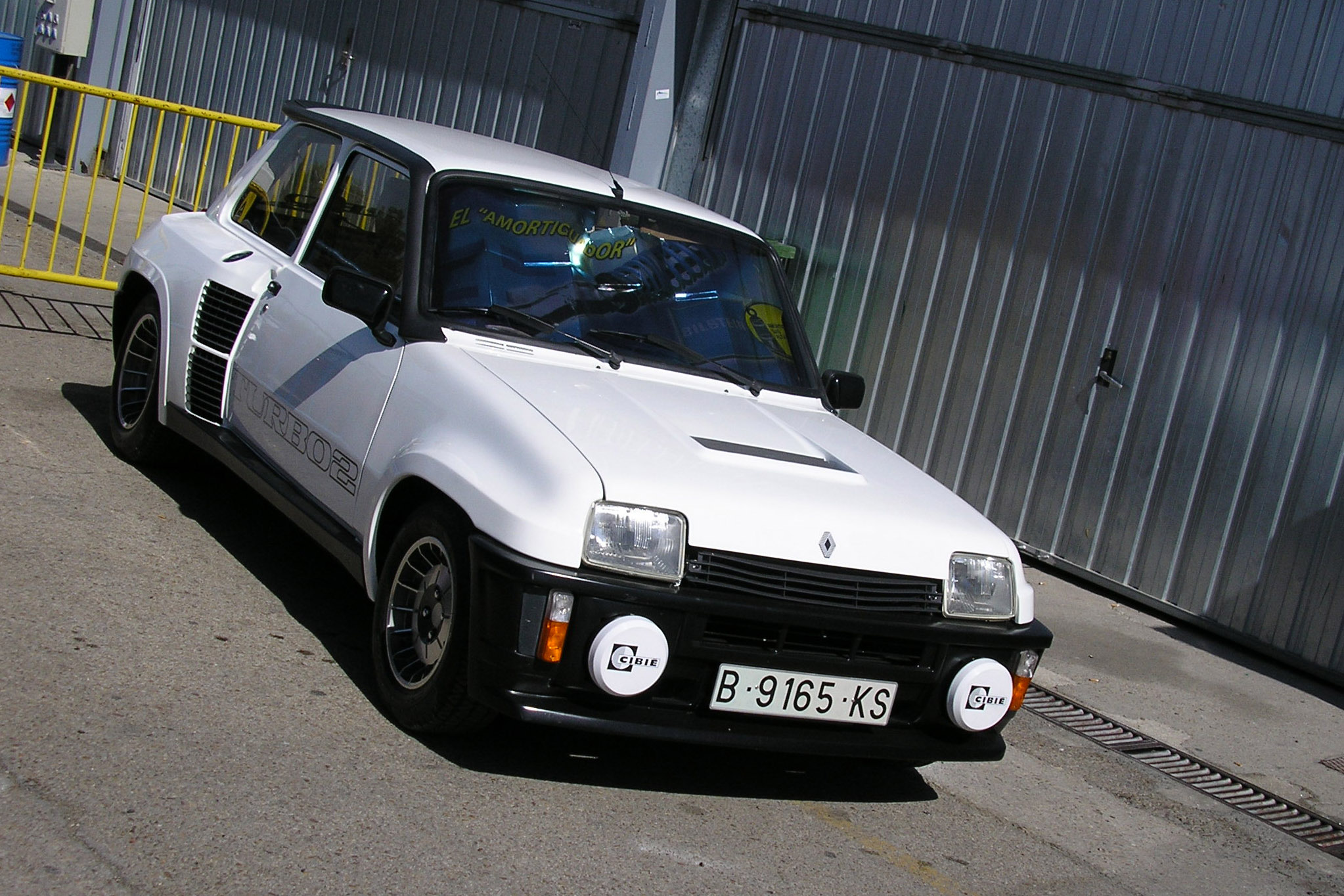
Una Renault 5 turbo

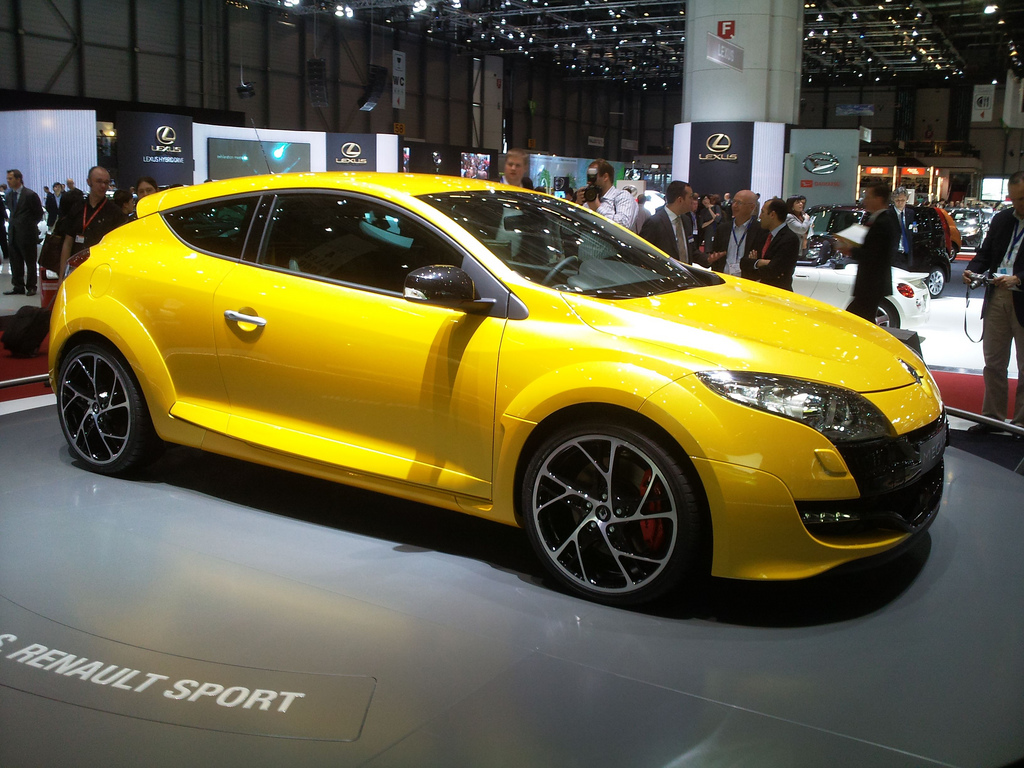
Una Renault Mégane III RS

Nel marzo 1999, come accennato sopra, nasce ufficialmente l'alleanza Renault-Nissan. Le due aziende hanno delle partecipazioni incrociate nel capitale di ciascuna, Renault possedendo il 44,4% del capitale di Nissan e quest'ultima il 15% di quello di Renault (2002). Inizia quindi un riassetto del gruppo, con la creazione di piattaforme comuni a entrambi i marchi. Carlos Ghosn assume la presidenza prima della sola Nissan e in un secondo momento di tutto il gruppo.

Questa alleanza non modifica alcune strategie già perseguite da Renault. Tra queste vi è la trattativa in corso col governo rumeno per acquistare il 51% del capitale del costruttore nazionale Dacia. Appena quattro mesi dopo la firma dell'alleanza Renault-Nissan, il costruttore francese ratifica il suo accordo con la Romania e prende il controllo di Dacia. Sebbene le installazioni industriali della società rumena siano in uno stato arretrato, l'obiettivo di Renault è quello di conquistare i mercati dei paesi emergenti e nel 2004 viene lanciata la Dacia Logan, una nuova berlina interamente sviluppata sotto il controllo di Renault, la cui peculiarità è costituita dal costo di partenza di 5000 €.
In Formula 1, la Renault F1 è stata attiva come scuderia in 3 fasi distinte: dal 1977 al 1985, dal 2002 al 2011 (prendendo l'eredità della Benetton Formula), e dal 2016 ad oggi (sostituendo la Lotus F1 Team che a sua volta ne aveva preso il posto nelle precedenti 4 stagioni). Parallelamente ha svolto l'attività di motorista, oltre che per il team ufficiale anche per altre scuderie, a partire dal 1983, in diverse fasi.
Nel 2016 nell'alleanza Renault-Nissan entra anche il produttore giapponese Mitsubishi.
Tra il 2018 e l'inizio del 2020 seguono diversi avvicendamenti alla direzione del gruppo automobilistico: nel novembre 2018 l'amministratore delegato di Renault Ghosn è arrestato da funzionari giapponesi a seguito di una revisione interna condotta dalla Nissan. Le azioni trattate da Renault sono diminuite di oltre il 15% dopo l'arresto. Il chief operating officer e il vice capo della società Thierry Bolloré, lontano cugino di Vincent Bolloré, diventa l'amministratore delegato ad interim e il direttore del board Philippe Lagayette il presidente in carica. Nel gennaio 2019, in seguito alle dimissioni di Ghosn, la Renault annuncia di aver nominato Jean-Dominique Senard presidente e Bolloré amministratore delegato. Nell'ottobre 2019 la Renault licenzia Bolloré, sgradito alla Nissan e in freddi rapporti con Senard, con effetto immediato. Al suo posto viene nominata ad interim la direttrice finanziaria Clotilde Delbos. Si vuole dare nuovo impulso all'alleanza con la Nissan. A gennaio 2020 viene scelto come nuovo Ad Luca De Meo che ha lasciato la direzione di Seat (gruppo Volkswagen) per assumere la carica dal 1º luglio successivo.
Nel maggio 2019 Fiat Chrysler Automobiles propone di fondere la propria attività con Renault alla pari. Dopo la frenata del governo francese, e l'ostacolo alla fusione posto dal partner Nissan, la proposta è in seguito ritirata.
Il 12 marzo 2021 viene presentato il nuovo logo dell'azienda. Verrà utilizzato sulle piattaforme online da giugno 2021, mentre il primo modello prodotto con il nuovo marchio sarà creato nel 2022.

#### Veicoli elettrici
Il gruppo Renault entrò nel mercato della mobilità elettrica nel 2010, nell'ambito dell'alleanza Renault-Nissan e sotto la forte spinta dell'allora A.D. Carlos Ghosn, investendovi 4 miliardi di € con l'obiettivo di diventarvi un competitore di primo livello. Già alla fine di quell'anno fu presentata la Nissan Leaf, a cui sarebbero seguite la Renault Zoe e la Renault Twizy nel 2012. Già nel 2013 il gruppo era primo per vendite di autovetture elettriche, con 100.000 auto elettriche vendute globalmente. Nel corso degli anni successivi le vendite annuali andarono aumentando e la Zoe giunse a fine 2019 a vendere 200.000 unità, con le vendite globali del gruppo attestatesi a fine 2021 a un milione di veicoli.
Nel 2021 viene lanciato il nuovo marchio Mobilize per una serie di microcar e soluzioni di car sharing tutte operanti nel settore elettrico. Disponibile a partire dal 2024, l'offerta di comporrà principalmente di due microcar: la Mobilize Duo per i privati e la Bento come veicolo più commerciale (due quadricicli leggeri, offerti anche in abbonamento con una serie di servizi).

## Organizzazione

### Partecipazioni (2018)
Renault SA (Groupe Renault)
- Renault s.a.s. (100%)
  -  RCI Banque SA (100%)
  -  Société des Automobiles Alpine (100%)
  -  Renault Finance SA (100%)
  -  Alliance Rostec Auto b.v. (82,45%)
    -  AvtoVAZ (64,6%)
      -  Lada (100%)
- Dacia (99,43%)
- Renault Samsung Motors (79,91%)
- Dongfeng Renault Automotive CO Ltd. (50%)
- Nissan Motor (43,4%)
- Daimler AG (1,55%)

### Azionariato (2018)
Azionariato di Renault SA (Groupe Renault)
- Repubblica francese - 15,01%
- Nissan Finance - 15%
- BlackRock - 4,96%
- Daimler - 3,10%
- Azioni proprie - 2,17%
- Dipendenti - 2,03%

## Sussidiarie e alleanze

### Sussidiarie

#### Ampere
Nata nel 2023, Ampere è la sussidiaria, prevista nei piani di sviluppo Renault, dedicata alle automobili elettriche e dei software che coinvolgono lo sviluppo di queste.

#### Alpine
Dopo 17 anni dalla sua scomparsa, Carlos Ghosn, PDG di Renault, annunciò il 5 novembre 2012 la rinascita della Alpine e la partnership del marchio con la inglese Caterham, successivamente scioltasi nel 2014; la società di automobili "Alpine Renault" è rinominata « Société des automobiles Alpine Caterham ».

#### Dacia
Nel 1999 Renault acquisì il 51% dell'azienda rumena Automobile Dacia, salendo successivamente al 99,43%. Come parte del gruppo Renault, Dacia si focalizza su auto entry-level per il mercato europeo e nord africano.

#### Renault Korea Motors
Nel 2000 Renault acquisì con una spesa di $560 milioni il 70% della divisione auto di Samsung. La compagnia fu rinominata Renault Samsung Motors per poi cambiare nuovamente nome il 16 marzo 2022, eliminando ogni riferimento al marchio Samsung.
Nel 2016 si ufficializzò la rinascita del marchio con la presentazione del prototipo Alpine Vision, che prefigurava la versione finale della futura nuova Alpine A110, che è stata svelata in anticipo il 28 febbraio 2017, per poi debuttare al Salone di Ginevra dello stesso anno.

#### RCI Banque
Sussidiaria fondata nel 1974 da Renault come Société Financière de Renault (o Sofiren) per provvedere mondialmente ai servizi finanziari legati ai marchi Renault e ai marchi Nissan per i soli mercati di Europa, Russia e America meridionale.

#### Renault Retail Group
Network di distribuzione europeo completamente posseduta da Renault. Opera in Francia, Austria, Belgio, Repubblica Ceca, Germania, Italia, Lussemburgo, Polonia, Portogallo, Spagna, Svizzera e il Regno Unito.

#### Precedenti sussidiarie
- Renault Bus, sussidiaria per la produzione di autobus, è stata dapprima fusa in Irisbus e poi ceduta a Iveco Bus.
- Renault Trucks, per la produzione di veicoli commerciali e industriali, è stato ceduto e oggi fa parte del Volvo Group.
- Renault Agriculture, per la produzione di trattori agricoli, è stato ceduto ed è detenuto dalla tedesca Claas.

### Alleanze

#### Renault-Nissan-Mitsubishi
Gruppo nato il 27 marzo 1999 e detenuto pariteticamente da Renault e Nissan Motor per elaborare una strategia comune e sviluppare sinergie industriali.
Nel 2016 con 9,96 milioni di veicoli nel mondo è divenuto il primo costruttore automobilistico mondiale, davanti al Gruppo Volkswagen e Toyota.

#### Geely Holding Group
Nel 2022, Renault e la cinese Geely Holding Group hanno firmato un accordo per far produrre alla Renault Korea Motors veicoli basati sulla piattaforma Compact Modular Architecture di Geely.
Nello stesso anno Geely ha poi acquisito il 34% di Renault Korea Motors, come parte della partnership.

## Autovetture

### Modelli attuali
| Posizione | Modello               | Vendite |
| --------- | --------------------- | ------- |
| 1         | Renault/Dacia Sandero | 308.781 |
| 2         | Renault Clio          | 295.325 |
| 3         | Renault/Dacia Duster  | 256.722 |
| 4         | Renault Captur        | 159.562 |
| 5         | Renault Trafic        | 128.041 |
| 6         | Renault Kwid          | 112.472 |
| 7         | Renault Master        | 107.005 |
| 8         | Renault Trafic        | 106.400 |
| 9         | Renault/Dacia Jogger  | 94.128  |
| 10        | Renault Mégane        | 87.614  |

In ordine di uscita sul mercato, con indicazione della generazione attualmente in vendita e la data di uscita sul mercato (per le auto in serie la data fa riferimento alla serie stessa e non al modello originario).

#### Berline/Utilitarie
- Mégane IV gen. (dal 2015)
- Clio V gen. (dal 2019)
- Mégane E-Tech Electric (dal 2021)
- 5 E-Tech Electric (dal 2024)

#### Pick-up
- Oroch (dal 2015)

#### MPV
- Triber (dal 2019)

#### Crossover/SUV
- Kwid (dal 2015)
- Koleos II gen. (dal 2016)
- Scénic E-Tech Electric (dal 2016)
- Captur (dal 2019)
- Kiger (dal 2021)
- Arkana (dal 2021)
- Austral (dal 2022)
- Espace VI gen. (dal 2023)
- Kardian (dal 2023)
- Rafale (dal 2023)
- Symbioz (dal 2024)
- 4 E-Tech Electric (dal 2025)

#### Van
- Master III gen. (dal 2010)
- Trafic III gen. (dal 2014)
- Express (dal 2020)
- Kangoo III gen. (dal 2021)

### Modelli del passato
In ordine alfabetico; tra partentesi le date di produzione; alcuni modelli (ed esempio Clio, Espace, Mégane o Twingo) sono stati prodotti in diverse serie.
- 10 (1962-1971)
- 11 (1983-1988)
- 12 (1969-1980)
- 14 (1976-1983)
- 15 (1971-1979)
- 16 (1965-1980) – Auto dell'anno 1966
- 17 (1971-1979)
- 18 (1978-1986)
- 19 (1988-1995)
- 20 (1975-1984)
- 21 (1986-1993)
- 25 (1983-1992)
- 3 (1961-1962)
- 30 (1975-1983)
- 4 (1961-1992)
- 4CV (1947-1961)
- 5 (1972-1984)
- 6 (1968-1978)
- 7 (1974-1984)
- 8 (1962-1971)
- 9 (1982-1988) – Auto dell'anno 1982
- Avantime (2001-2004)
- Caravelle (1962-1968)
- Celtaquatre (1934-1938)
- Clio I, II, III, IV (1990-2019) – Auto dell'anno 1991 e 2006
- Captur I (2013 - 2019)
- Colorale (1950-1957)
- Dauphine e Ondine (1956-1957)
- Dauphinoise (1957-1960) – Versione commerciale della Juvaquatre
- Espace I, II, III e IV (1984-2014)
- Estafette (1959-1980)
- Express (1986-1997)
- Floride (1958-1963)
- Fluence (2009-2014)
- Frégate (1951-1960)
- Fuego (1980-1992)
- Juvaquatre (1937-1960)
- Kangoo I (1997-2010)
- Koleos I (1996-2016)
- Kadjar (2015-2022)
- Laguna I, II e III (1993-2015)
- Latitude (2010-2015)
- Master I e II (1980-2010)
- Mégane I, II e III (1995-2016) – Auto dell'anno 2003
- Modus (2004-2012)
- Monaquatre (1931-1936)
- Monasix (1927-1931)
- Nervastella (1929-1936)
- Rambler (1962-1967)
- Reinastella (1929-1933)
- Rodéo (1970-1987)
- Safrane (1992-2002)
- Scénic I, II e III (1996-2016) – Auto dell'anno 1997
- Spider (1996-1999)
- Supercinque (1984-1996)
- Susprastella (1938-1939)
- Thalia/Symbol (1999-2013)
- Trafic I e II (1980-2014)
- Twingo I e II (1993-2014)
- Type A (1898-1900) – Prima auto prodotta da Renault
- Type B (1900)
- Type C (1900)
- Type D (1901)
- Type G (1902-1903)
- Type X (1905-1909)
- Type Y (1905-1906)
- Vel Satis (2002-2009)
- Wind (2010-2012)
- Zoe I (2013 - 2019)

## Premi
I modelli Renault hanno vinto per sette volte il premio Auto dell'anno (Car of the Year):
- 1966: Renault 16[33]
- 1982: Renault 9[34]
- 1991: Renault Clio[35]
- 1997: Renault Scénic[36]
- 2003: Renault Mégane II[37]
- 2006: Renault Clio III[38]
- 2024: Renault Scénic E-Tech Electric[39]
- 2025: Renault 5 E-Tech Electric[3]

In Italia è stato assegnato una volta il premio Auto Europa:
- 2020: Renault Clio V[40]

Inoltre, con il patrocinio del Ministero della cultura italiano, all'edizione 2016 del Corporate Art Awards Renault ha ricevuto il premio per la sua Renault Art Collection che ha ispirato la creatività dei suoi designer.

## Loghi

### Renault
- 1923-1925
- 1925-1946
- 1946-1959
- 1959-1971
- 1971-1972 (Logo vietato: è considerato una copia del logo dell'azienda Kent.) [42][43]
- 1972-1981
- 1992-2004
- 2004-2007
- 2007-2015
- 2015-2021
- 2021-in uso

### Renault Group

Logo di Groupe Renault usato dal 2018 al 2021
Logo di Renault Group in uso dal 2021